# Гаревина
Гаревина је насеље у Србији у општини Александровац у Расинском округу. Према попису из 2022. има 317 становника (према попису из 2011. било је 393 становника).

## Демографија
У насељу Гаревина живи 348 пунолетних становника, а просечна старост становништва износи 44,7 година (43,7 код мушкараца и 45,6 код жена). У насељу има 122 домаћинства, а просечан број чланова по домаћинству је 3,45.
Ово насеље је великим делом насељено Србима (према попису из 2002. године), а у последња три пописа, примећен је пад у броју становника.
|  |

| Демографија | Демографија | Демографија |
| Година      | Становника  | Становника  |
| ----------- | ----------- | ----------- |
| 1948.       | 291         |             |
| 1953.       | 315         |             |
| 1961.       | 304         |             |
| 1971.       | 513         |             |
| 1981.       | 503         |             |
| 1991.       | 451         | 446         |
| 2002.       | 421         | 431         |
| 2011.       | 393         |             |
| 2022.       | 317         |             |

| Етнички састав према попису из 2002.‍ | Етнички састав према попису из 2002.‍ | Етнички састав према попису из 2002.‍ | Етнички састав према попису из 2002.‍ | Етнички састав према попису из 2002.‍ |
| ------------------------------------ | ------------------------------------ | ------------------------------------ | ------------------------------------ | ------------------------------------ |
|                                      |                                      |                                      |                                      |                                      |
| Срби                                 | Срби                                 |                                      | 418                                  | 99,28%                               |
| Југословени                          | Југословени                          |                                      | 2                                    | 0,47%                                |
| Бугари                               | Бугари                               |                                      | 1                                    | 0,23%                                |
| непознато                            | непознато                            |                                      | 0                                    | 0,0%                                 |

| Година пописа     | 1948. | 1953. | 1961. | 1971. | 1981. | 1991. | 2002. |
| ----------------- | ----- | ----- | ----- | ----- | ----- | ----- | ----- |
| Број домаћинстава | 45    | 46    | 55    | 118   | 114   | 113   | 122   |

| Број чланова      | 1  | 2  | 3  | 4  | 5  | 6  | 7 | 8 | 9 | 10 и више | Просек |
| ----------------- | -- | -- | -- | -- | -- | -- | - | - | - | --------- | ------ |
| Број домаћинстава | 23 | 24 | 18 | 20 | 17 | 14 | 2 | 3 | 1 | 0         | 3,45   |

| Пол    | Укупно | Неожењен/Неудата | Ожењен/Удата | Удовац/Удовица | Разведен/Разведена | Непознато |
| ------ | ------ | ---------------- | ------------ | -------------- | ------------------ | --------- |
| Мушки  | 183    | 46               | 124          | 13             | 0                  | 0         |
| Женски | 187    | 23               | 125          | 36             | 2                  | 1         |
| УКУПНО | 370    | 69               | 249          | 49             | 2                  | 1         |

| Пол    | Укупно                    | Пољопривреда, лов и шумарство | Рибарство                            | Вађење руде и камена | Прерађивачка индустрија       |
| ------ | ------------------------- | ----------------------------- | ------------------------------------ | -------------------- | ----------------------------- |
| Мушки  | 109                       | 52                            | 0                                    | 0                    | 35                            |
| Женски | 69                        | 45                            | 0                                    | 0                    | 16                            |
| УКУПНО | 178                       | 97                            | 0                                    | 0                    | 51                            |
| Пол    | Производња и снабдевање   | Грађевинарство                | Трговина                             | Хотели и ресторани   | Саобраћај, складиштење и везе |
| Мушки  | 1                         | 0                             | 6                                    | 1                    | 2                             |
| Женски | 0                         | 0                             | 2                                    | 1                    | 0                             |
| УКУПНО | 1                         | 0                             | 8                                    | 2                    | 2                             |
| Пол    | Финансијско посредовање   | Некретнине                    | Државна управа и одбрана             | Образовање           | Здравствени и социјални рад   |
| Мушки  | 1                         | 1                             | 2                                    | 2                    | 1                             |
| Женски | 0                         | 0                             | 1                                    | 1                    | 1                             |
| УКУПНО | 1                         | 1                             | 3                                    | 3                    | 2                             |
| Пол    | Остале услужне активности | Приватна домаћинства          | Екстериторијалне организације и тела | Непознато            | Непознато                     |
| Мушки  | 1                         | 0                             | 0                                    | 4                    | 4                             |
| Женски | 0                         | 0                             | 0                                    | 2                    | 2                             |
| УКУПНО | 1                         | 0                             | 0                                    | 6                    | 6                             |